# Jenő Karafiáth
Dans le nom hongrois Karafiáth Jenő, le nom de famille précède le prénom, mais cet article utilise l’ordre habituel en français Jenő Karafiáth, où le prénom précède le nom.
Jenő Karafiáth, né le 31 juillet 1883 et mort le 26 mai 1952 à Budapest, est un homme politique hongrois, bourgmestre principal de Budapest entre 1937 et 1942.